# Jerzy Sztachelski
Jerzy Sztachelski (* 17. Januar 1911 in Puławy; † 17. Dezember 1975 in Warschau) war ein Politiker der Polnischen Vereinigten Arbeiterpartei PZPR (Polska Zjednoczona Partia Robotnicza) in der Volksrepublik Polen, der unter anderem zwischen 1945 und 1947 Minister für Versorgung und Handel, von 1951 bis 1956 Gesundheitsminister, zwischen 1956 und 1961 als Minister ohne Geschäftsbereich Leiter des Amtes für religiöse Angelegenheiten sowie von 1961 bis 1968 Minister für Gesundheit und Soziales war. Er war zudem zwischen 1952 und 1965 und zwischen 1969 und 1971 Mitglied des Sejm.

## Leben

### Medizinstudium, Arzt und Zweiter Weltkrieg
Jerzy Sztachelski, Sohn von Jarosław Sztachelski und dessen Ehefrau Zofia, begann nach dem Schulbesuch ein Studium der Medizin an der Universität Vilnius und war nach seiner Promotion zum Doktor der Medizin als Arzt tätig. Bereits während des Studiums engagierte er sich in den 1930er Jahren als Aktivist im kommunistischen im Verband der akademischen Linken „Front“ (Związku Lewicy Akademickiej „Front“) und ging nach dem Ausbruch des Zweiten Weltkriegs nach dem Überfall auf Polen durch die deutsche Wehrmacht im September 1939 nach Vilnius. 1941 trat er als Sanitätsoffizier in die Rote Armee ein und wurde später in der Ersten Polnischen Armee (1 Armia Wojska Polskiego)Kommandeur eines Sanitätsbataillons, mit dem er am 12./13. Oktober 1943 an der Schlacht von Lenino teilnahm. Er wurde aktives Mitglied in dem im März 1943 gegründeten Bund Polnischer Patrioten ZPP (Związek Patriotów Polskich) und wurde am 2. August 1944 dessen Generalsekretär.
Am 25. Juli 1944 wurde Sztachelski zunächst für die ZPP kooptiertes Mitglied sowie am 9. September 1944 wurde er Mitglied des Nationalrates (Krajowa Rada Narodowa), dem er bis 1947 angehörte. Er war während dieser Zeit Mitglied der Ausschüsse für Verwaltung, für Wiederaufbau sowie für Arbeit, Wohlfahrt und Gesundheit. Im August 1944 übernahm er das wieder geschaffene Amt als Woiwode der Woiwodschaft Białystok und hatte dieses bis April 1945 inne. 1945 wurde er Mitglied der Polnischen Arbeiterpartei PPR (Polska Partia Robotnicza) bei, die am 5. Januar 1942 im Untergrund in Warschau gegründet wurde.

### Minister für Versorgung und Handel, Staatssekretär, ZK-Mitglied und Sejm-Abgeordneter
Am 7. April 1945 übernahm Jerzy Sztachelski im dritten Kabinett von Ministerpräsident Edward Osóbka-Morawski das Amt als Minister für Versorgung und Handel (Minister aprowizacji i handlu) und bekleidete dieses bis zum 5. Februar 1947. Er war zudem zwischen Dezember 1945 und Dezember 1948 Kandidat des Zentralkomitees (ZK) der PPR. Er wurde 1947 für die PPR auch Mitglied des Gesetzgebenden Sejm (Sejm Ustawodawczy) und gehörte diesem bis 1952 an. Er war in dieser Zeit Mitglied des Präsidiums der PPR-Fraktion. Im März 1947 übernahm er den Posten als Staatssekretär im Gesundheitsministerium und hatte dieses Amt bis Januar 1951 inne. Während dieser Tätigkeit war er maßgeblich an der Gründung der Medizinischen Hochschule Białystok am 3. Februar 1950 beteiligt.
Auf dem I. (Gründungs-)Parteitag der Polnischen Vereinigten Arbeiterpartei PZPR (Polska Zjednoczona Partia Robotnicza) (15. bis 22. Dezember 1948) wurde er erstmals Mitglied des ZK und gehörte diesem Führungsgremium der Partei nach seinen Bestätigungen auf dem II. Parteitag (10. bis 17. März 1954), auf dem III. Parteitag (10. bis 19. März 1959) sowie auf dem IV. Parteitag (15. bis 20. Juni 1964) bis zum V. Parteitag (11. bis 16. November 1968) zwanzig Jahre lang an. Daneben war er zwischen dem 15. Dezember 1948 und dem 17. März 1954 auch Mitglied der Zentralen Parteikontrollkommission CKKP (Centralna Komisja Kontroli Partii). Am 20. November 1952 wurde er für die PZPR erstmals Mitglied des Sejm und vertrat in diesem in der ersten Legislaturperiode bis zum 20. November 1956 den Wahlkreis Nr. 32 Białystok, in der darauf folgenden zweiten Legislaturperiode zwischen dem 20. Februar 1957 und dem 17. Februar 1961 den Wahlkreis Nr. 8 Białystok sowie in der dritten Legislaturperiode vom 15. Mai 1961 bis zum 31. März 1965 den Wahlkreis Nr. 9 Białystok. Er war in dieser Zeit zwischen 1952 und 1965 Mitglied des Präsidiums der PZPR-Fraktion.

### Gesundheitsminister, Polnischer Oktober 1956 und Leiter des Amtes für religiöse Angelegenheiten
Jerzy Sztachelski übernahm am 10. Januar 1951 von Tadeusz Michejda das Amt als Gesundheitsminister (Minister zdrowia) und hatte dieses im ersten Kabinett von Ministerpräsident Józef Cyrankiewicz bis zum 20. November 1952. Den Posten als Gesundheitsminister bekleidete er vom 20. November 1952 bis zum 18. März 1954 auch im Kabinett von Ministerpräsident Bolesław Bierut zwischen dem 18. März 1954 und dem 13. November 1956 auch im zweiten Kabinett Cyrankiewicz inne, ehe Rajmund Barański seine Nachfolge antrat.
Während der Zeit des Polnischen Oktober 1956 gehörte Jerzy Sztachelski im Machtkampf innerhalb der PZPR der nach einem Komplex modernistischer Mietshäuser in der Ul. Puławska 24 und 26 in Warschau benannten „Pulawy“-Gruppe (Puławianie) unter Führung von Roman Zambrowski und Leon Kasman an, die hauptsächlich aus Intellektuellen und Aktivisten bestand, die im ersten Jahrzehnt Volkspolens aktiv waren. Die Pulawy-Fraktion stand in Opposition zur Natolin-Fraktion um Zenon Nowak, Wiktor Kłosiewicz, Hilary Chełchowski, Aleksander Zawadzki, Władysław Kruczek, Władysław Dworakowski, Kazimierz Mijal, Franciszek Mazur, Bolesław Rumiński, Franciszek Jóźwiak und Stanisław Łapot, die gegen die Liberalisierung des kommunistischen Systems war, und die nationalistische und antisemitische Parolen proklamierte, um in der PZPR an die Macht zu kommen.
Am 13. November 1956 wurde Sztachelski im zweiten Kabinett Cyrankiewicz Minister ohne Geschäftsbereich (Minister bez teki) und war als solcher auch im dritten Kabinett Cyrankiewicz als Nachfolger von Marian Zygmanowski zwischen dem 26. Februar 1957 und seiner Ablösung durch Tadeusz Żabiński am 18. Mai 1961 Leiter des Amtes für religiöse Angelegenheiten (Urząd do Spraw Wyznań) sowie Bevollmächtigter der Regierung für die Beziehungen zur Kirche.

### Minister für Gesundheit und Soziales und Wiederwahl in den Sejm

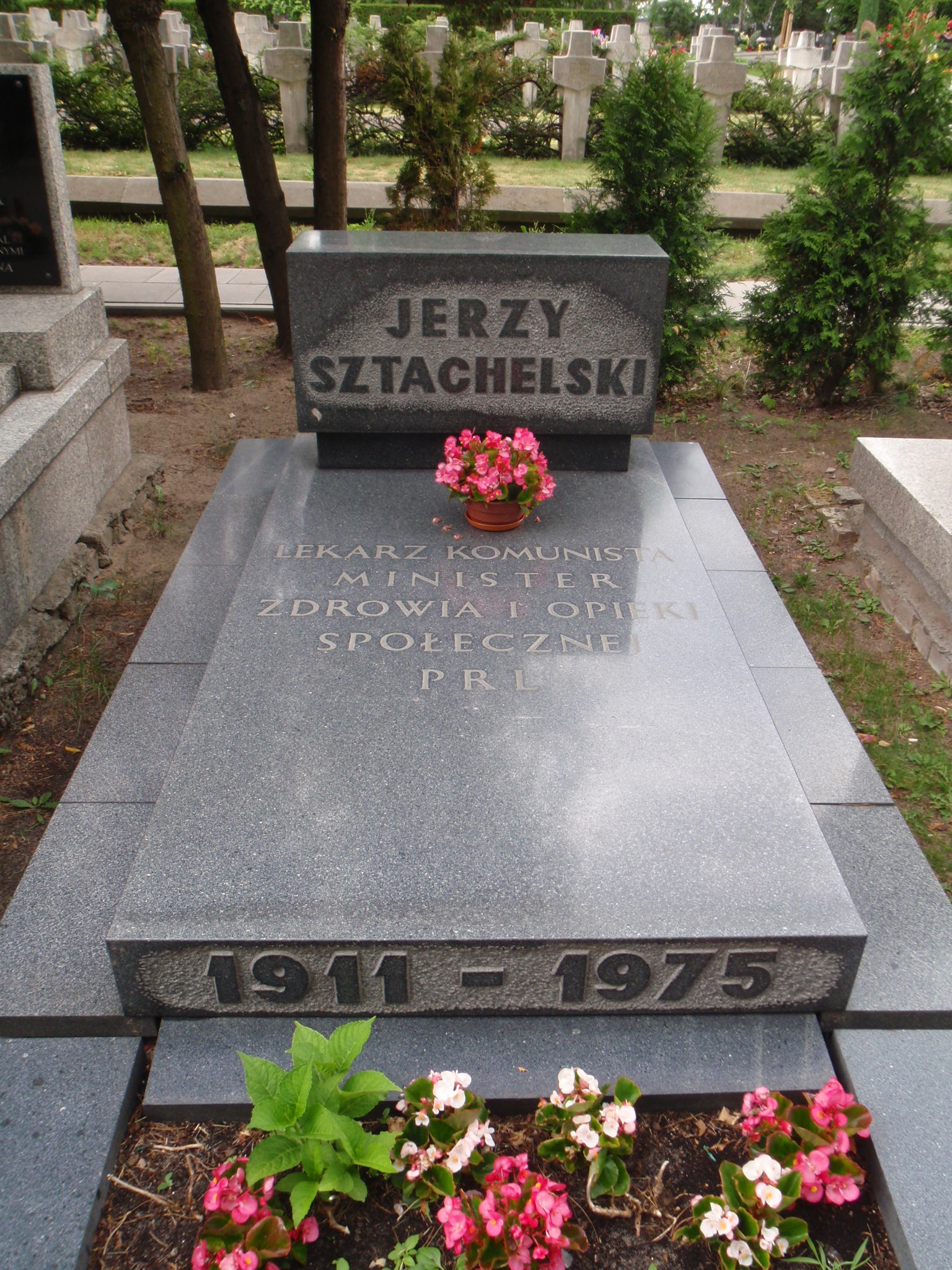
Grabstätte auf dem Warschauer Powązki-Militärfriedhof.

Jerzy Sztachelski wurde am 18. Mai 1961 als Minister für Gesundheit und Soziales (Minister zdrowia i opieki społecznej) in das vierte Kabinett Cyrankiewicz berufen und bekleidete dieses Ministeramt auch im darauf folgenden fünften Kabinett Cyrankiewicz bis zum 15. Juli 1968, woraufhin Jan Karol Kostrzewski seine Nachfolge antrat.
Nach seinem Ausscheiden aus der Regierung fungierte Sztachelski von April 1969 bis Juni 1975 als Präsident des Vorstands der Gesellschaft zur Förderung der säkularen Kultur TKKŚ (Towarzystwo Krzewienia Kultury Świeckiej),  ein 1969 aus dem Zusammenschluss des Vereins der Atheisten und Freidenker SAiW (Stowarzyszenie Ateistów i Wolnomyślicieli) und der Gesellschaft der Säkularen Schule TSŚ (Towarzystwo Szkoły Świeckiej) gegründeter Verein mit dem Ziel, unter anderem mit dem Zentrum zur Verbesserung des laizistischen Personals CODKL (Centralny Ośrodek Doskonalenia Kadr Laickich) die säkulare Kultur zu fördern und zu stärken. Er wurde am 20. Juni 1969 abermals Mitglied des Sejm und vertrat nunmehr in der fünften Legislaturperiode bis zum 22. Dezember 1971 den Wahlkreis Nr. 55 Nysa. Er war in dieser Zeit wieder Mitglied des Präsidiums der PZPR-Fraktion sowie Mitglied der Ausschüsse für auswärtige Angelegenheiten und für Gesundheit und Körperkultur.
Für seine Verdienste wurde er mehrfach geehrt und erhielt unter anderem zwei Mal den Orden des Banners der Arbeit (Order Sztandaru Pracy) Erster Klasse, die Würde eines Kommandeurs mit Stern des Ordens Polonia Restituta, den Orden des Grunwald-Kreuzes (Order Krzyża Grunwaldu) Dritter Klasse sowie das Silberne Kreuz des Ordens Virtuti Militari (V. Klasse).
Er war mit der Kinderärztin Irena Sztachelska (1911–2010) verheiratet, die zwischen 1947 und 1956 ebenfalls Mitglied des Gesetzgebenden Sejm und des Sejm der Polnischen Volksrepublik sowie von 1945 bis 1950 Vorsitzende des Hauptvorstands des Polnischen Frauenbundes LKP (Liga Kobiet Polskich) war. Nach seinem Tode wurde er auf dem Warschauer Powązki-Militärfriedhof bestattet. Der ebenfalls zur „Pulawy“-Gruppe gehörende Schriftsteller und Dichter Jerzy Putrament beschrieb das fiktionalisierte Schicksal von Sztachelski als Hauptthema in dessen 1978 erschienenen dreibändigen Roman „Die Auserwählten“ (Wybrańcy).

## Hintergrundliteratur
- Jerzy Putrament: Wybrańcy, Roman, 1978